# Homonota horrida
Homonota horrida är en ödleart som beskrevs av Hermann Burmeister 1861. Homonota horrida ingår i släktet Homonota och familjen geckoödlor. Inga underarter finns listade i Catalogue of Life.